# Elezioni politiche a San Marino del 1915
Le elezioni politiche a San Marino del 1915 (IV legislatura) si svolsero il 13 giugno.

## Sistema elettorale
Sono elettori i cittadini sammarinesi maschi capifamiglia maggiori di 24 anni originari e naturalizzati o i loro delegati ed i Dottori, che si ritengono emancipati di diritto.

## Le liste
Alle elezioni non fu presentata alcuna lista. Erano presenti solo candidati indipendenti o iscritti al Partito Socialista Sammarinese o all'Unione Democratica Sammarinese.

## Risultati
| Indipendenti    | 1 059 | 100,00 | 20 |  |  |  |
| Totale          | 1 059 | 100    | 20 |  |  |  |
|                 |       |        |    |  |  |  |
| Voti non validi | 12    | 1,12   |    |  |  |  |
| Votanti         | 1 071 | 57,06  |    |  |  |  |
| Elettori        | 1 877 |        |    |  |  |  |